# Malou Ejdesgaard
Malou Ejdesgaard (født 13. marts 1991) er en dansk tennisspiller, der spiller i KB Tennis. Hun medvirkede i Nordea Danish Open 2008 og i e-Boks Danish Open 2010.
Pr. 23. juli 2012 var hun placeret som nr. 743 på WTAs single-verdensrangliste, men hun er nu udenfor ranglisten.
På samme dato var hun nr. 252 i double.
Hun har siden 2010 været udtaget til at deltage i den internationale turnering Fed Cup.

## Professional karriere
Malou Ejdesgaard spillede sin første WTA Tour kamp under kvalifikationskampen til Nordea Nordic Light Open 2007, men hun tabte til Aleksandra Srdinović 6–4, 6–4. I 2008 spillede hun kvalifikationskamp i China Open, men hun tabte til kineseren Zhang Shuai 6–1, 6–2 i første runde.
Hun modtog et wildcard så hun kunne deltage i e-Boks Odense Open 2008, men hun tabte til Jasmina Tinjić i første runde.

### 2010
I april tabte hun i første kvalifikationsrunde af  MPS Group Championships 2010 til Arina Rodionova 6–3, 7–6(2). Hun klarede heller ikke kvalifikationskampen i Banka Koper Slovenia Open 2010.
Hun fik sin professionelle singledebut i WTA Tour e-Boks Danish Open 2010 Event, hvor hun tabte til Tatjana Malek i første runde 6–0, 6–1. 
Hun vandt 4 ITF USD $10,000 double titler i 2010.
I september 2010 pådrog hun sig en knæskade, men hun kom over det og vendte tilbage til tennis i ITF circuit i maj 2011.

### 2011
Hun fik et wildcard til at deltage i WTA e-Boks Open 2011, men tabte til Bethanie Mattek-Sands i første runde.
Malou har haft sine største successer i doubletennis i ITF circuit, og hun har vundet flere double titler, herunder 2 ITF turneringer i 2011 i Alcobaca og Valladolid.

### 2012
For fjerde gang fik hun et wildcard til e-Boks Danish Open, men hun blev slået i første runde af Alizé Cornet.
Hun nåede double finalen i ITF turneringen i Aschaffenburg, sammen med Réka-Luca Jani, hvor de tabte til Florencia Molinero og Stephanie Vogt.

### 2013
Under ITF-turneringen januar 2013 i Glasgow taber hun i anden runde til Danielle Konotoptseva.

## Privatliv
Malou Ejdesgaard er af delvis færøsk oprindelse og er fjernt beslægtet med Færøernes forhenværende lagmand, Jóannes Eidesgaard. Malou Ejdesgaard er en nær ven af tennisspilleren Caroline Wozniacki. De er begge med i Danmarks udvalgte til Fed Cup turneringerne, og de har også begge spillet enkelte WTA Tour doubles turneringer sammen. De vil gerne spille double sammen til OL 2012. Ejdesgaards træner er Kim Peter.
Ejdesgaard har spillet sammen med Wozniacki i 5 turneringer – 2008 i Odense, 2010 i Ponte Vedra Beach, Charleston & København, og i 2011 i turneringen København. De tabte henholdsvis en gang i første runde og to gange i anden runde.

## Eksterne links
- Malou Ejdesgaards profil hos WTA Tennis (engelsk)
- Malou Ejdesgaards profil hos ITF Tennis (engelsk)
- Malou Ejdesgaards profil hos Fed Cup (engelsk)
- Malou Ejdesgaards profil hos ITF Tennis (engelsk)

- Wikimedia Commons har flere filer relateret til Malou Ejdesgaard